# Ponte Ćumurija

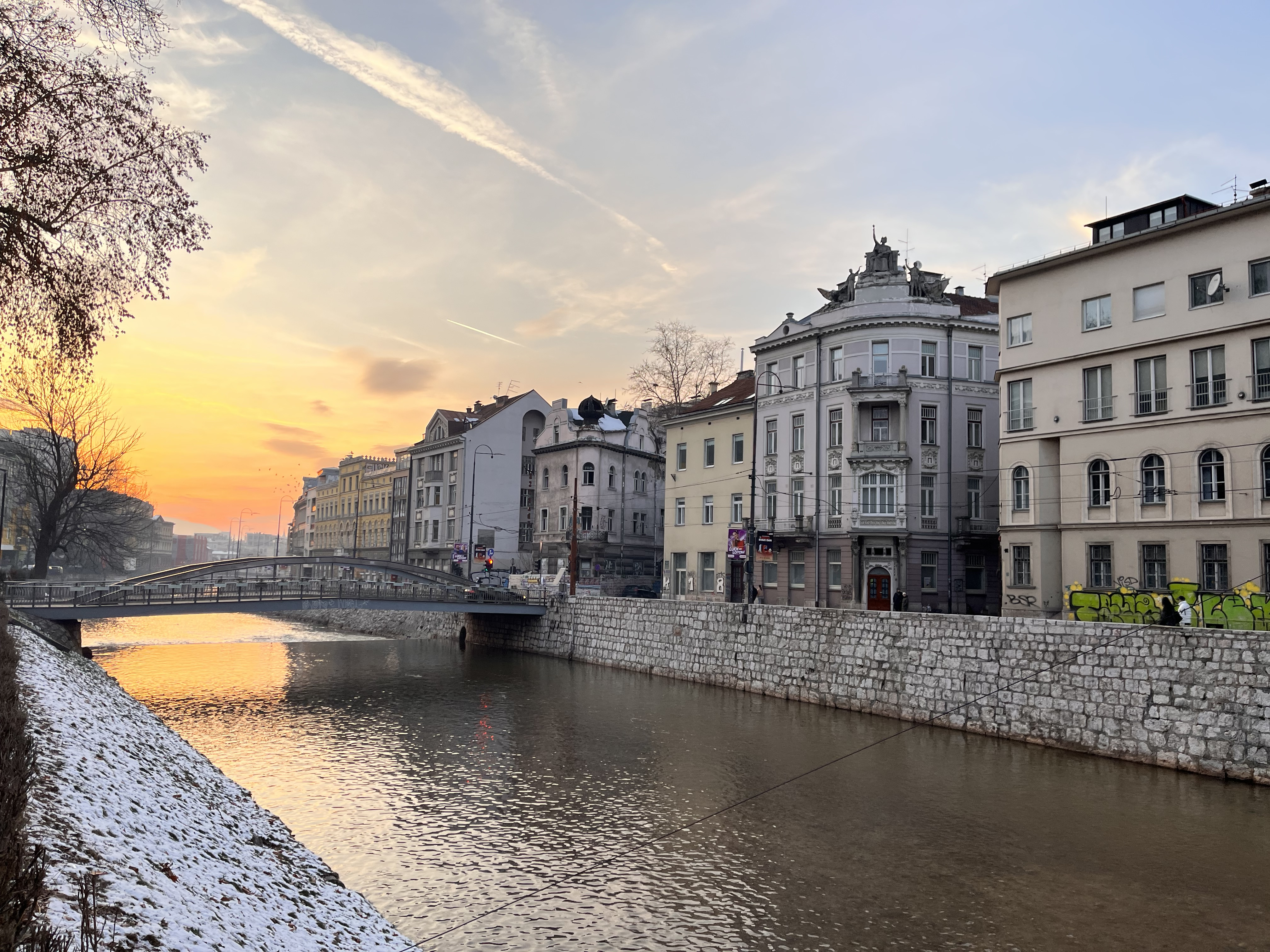
Ćumurija.

A Ćumurija é uma ponte que cruza o rio Miljacka em Sarajevo, na Bósnia e Herzegovina. A ponte carrega o tráfego de veículos e pedestres, tendo sido construída em 1886.
A primeira ponte foi construída de madeira em 1565, à época do Império Otomano, e conecta duas mesquitas em ambos os lados do rio. O nome deriva de ćumur Ćumurija, isto é, carvão vegetal, que ao tempo era lançado da ponte no rio.